# 蘋果廣告製作公司
蘋果廣告製作公司（英語：Lucky Advertising Company）是一家香港公司，以曾經在無綫電視翡翠台播放一神秘廣告，但公眾無法得知更多關於該公司的資料而得到香港人關注；雖然結果發現有關公司真實存在只有商業登記，但未有公司註冊紀錄以及未知何時成立日期。有網民記得2003年也有段類似的廣告播出，同樣有煙花，只是字眼變成「蘋果電影」，並且配有對白：「世界和平，萬眾歡騰！蘋果電影。」

## 2018年聖誕節廣告
在2018年12月25日聖誕節晚上，在該公司無綫電視翡翠台收視率最高的黃金時段播放了一個廣告。這部五秒鐘的影片基於煙花圖像，並配以劉德華的歌曲《真我的風采》前奏音樂，其畫面中心以黃色字體顯示出「蘋果廣告製作公司」。
廣告色調被指接近於90年代，而且未有直接推廣任何服務或產品，又未有提供聯絡方法，嘗試網上搜尋這家公司的資料亦冇發現，結果引起市民不同猜測，當中猜測包括電視台誤播，廣告出現其他電視台藝人而片段被剪走等，甚至指這個廣告有不祥意義。
同年12月底，TVB東張西望為此事訪問片主，片主經該節目發表聲明，該廣告目的只為香港增加節日氣氛、為香港人打氣「祝願香港百業興旺、如煙花般發光發亮，世界和平」；而廣告未提供聯絡方法是由於播放目的並非為宣傳業務，並稱廣告按正常途徑及程序播放、符合廣播條例。

## 2019年廣告
有網民指出該廣告再次出現，但畫面已更改成另一個煙花背景並且改以黃色特大字體寫出「蘋果廣告」字樣及一組電話號碼27393228。有網民致電有關電話號碼求證，發現有關號碼轉駁至留言信箱。
有關廣告通常會在農曆新年的翡翠台黃金時段一直持續出現至該年5月為止。